# Еквівалентний шар води
У фізиці, еквівалентний шар води — стандартизоване вимірювання ослаблення космічного випромінювання у підземних лабораторіях. Лабораторія на «глибині» еквівалентного шару 1000 метрів захищена від космічного випромінювання так, як і лабораторія, розміщена на глибині 1000 м нижче поверхні води. Оскільки лабораторії на однаковій глибині можуть мати дуже різний рівень ослаблення випромінювання, товщина еквівалентного шару дає зручний і сумісний спосіб порівнювання рівня космічного фону в різних місцях.
Ослаблення космічного випромінювання залежить від густини матеріалу покривної породи, тому еквівалентний шар води визначається як добуток глибини та щільності (також відомий як глибина взаємодії). Густина води складає 1 г/см3, тому 1 м води дає глибину взаємодії 1 гектограм на квадратний сантиметр (гг/см2). Деякі публікації використовують одиниці гг/см2 замість товщини еквівалентного шару, проте ці одиниці рівнозначні.
Інший фактор, який слід брати до уваги, є форма покривної породи. Деякі лабораторії розміщені під пласкою поверхнею землі, проте інші розміщені в тунелях під горами. Таким чином, відстань до поверхні у напрямках, що відрізняються від вертикального, буде менша, ніж була б за умови пласкої поверхні.
Підземні лабораторії можуть розміщуватися в широкому діапазоні глибин від безпосередньо під поверхнею до приблизно 6000 м водяного еквівалента для SNOLAB у Канаді та 6700 м для підземної лабораторії Цзіньпін у Китаї.

## Стандартний камінь
На додаток до еквівалентного шару води еквівалентна глибина підземної лабораторії може також вимірюватися у метрах стандартного каменю. Стандартний камінь визначено як речовину з масовим числом A = 22, атомним номером Z = 11 і щільністю 3.65 г/см3. Оскільки більшість лабораторій розміщено під поверхнею землі, а не води, глибина в метрах стандартного каменю часто близька до дійсної глибини розміщення лабораторії.